# Кисо (хребет)
Кисо (на японски: 木曽山脈, Кисо-саммяку) е планински хребет в Япония, разположен в централната част на остров Хоншу, между долините на реките Кисо на запад и Тенрю на изток. Простира се от север-североизток на юг-югозапад на протежение около 150 km. Най-високата точка е връх Комагатаке (2956 m), издигащ се в северната му част. Изграден е предимно от гранити, склоновете му са силно разчленени от дълбоки речни долини, а билните му части имат алпийски облик. От него водят началото си реките Кисо и Яхаги, течащи на юг и вливащи се в залива Исе, а на север тече река Сайгава, лява съставяща на Синано, вливаща се в Японско море. Склоновете му са покрити с гъсти иглолистни гори.